# Домжале
Домжа́ле (словен. Domžale (Domžále), нем. Domseldorf) — город в центральной части Словении, к северо-востоку от столицы страны — Любляны. Население города — 11 582 человека по данным переписи 2002 года, население всей общины Домжале — 29 902 человека.

## География и транспорт
Домжале расположен в 15 километрах к северо-востоку от Любляны. Город стоит на автомобильной магистрали Любляна — Марибор. В него ведёт тупиковая железнодорожная ветка из Любляны в город Камник. Через город протекает река Камнишка Бистрица, приток Савы. Выше по течению реки к северу от Домжале расположен город Камник.

## История
В окрестностях города обнаружены археологические свидетельства существования поселений иллирийцев в доримскую эпоху. Домжале впервые упомянут в XII веке, хотя, возможно, основан был ещё раньше.
В XIX и XX веке индустриализация города привела к его росту. Город и околица известна своими мастерами по плетению из соломы. На гербе Домжале — три колоска сплетающихся в косичку, из которых создаются шляпы.

## Спорт
В городе базируются две команды — футбольный клуб «Домжале» — один из старейших и сильнейших футбольных клубов страны, побеждавший в 2007 и в 2008 году в национальном чемпионате, и баскетбольный клуб «Гелиос Санз».